# Liste des distinctions de Stargate Universe
Cet article liste les récompenses et nominations de Stargate Universe.
Cette série américano-canadienne de science-fiction a été lancé en 2009 et faute de succès n'a pas été renouvelée après la deuxième saison par la MGM.

## Canadian Screenwriting Awards
En 2010 Stargate Universe et Robert C. Cooper ont remporté un Canadian Screenwriting Award remis par la Writers Guild of Canada pour un "épisode d'une heure".
| Année | Catégorie                                    | Nominee          | Épisode                | Résultat |
| ----- | -------------------------------------------- | ---------------- | ---------------------- | -------- |
| 2010  | Writers Guild of Canada, Épisode d'une heure | Robert C. Cooper | Les Naufragés du temps | Lauréat  |

## Constellation Awards
Stargate Universe a été nommé pour six Constellation Awards.
| Année | Catégorie                                                                                      | Nominee           | Épisode                | Résultat   |
| ----- | ---------------------------------------------------------------------------------------------- | ----------------- | ---------------------- | ---------- |
| 2010  | Meilleure série télévisée de science-fiction en 2009                                           | Stargate Universe | —                      | Nomination |
| 2010  | Meilleur script d'un film ou d'un épisode de science fiction en 2009                           | Robert C. Cooper  | Les Naufragés du temps | Nomination |
| 2011  | Meilleure série télévisée de science-fiction en 2010                                           | Stargate Universe | —                      | Lauréat    |
| 2011  | Meilleure performance masculine dans un épisode de série télévisée de science fiction en 2010  | Robert Carlyle    | Regrets éternels       | Nomination |
| 2011  | Meilleure réalisation technique dans un film ou une production télévisé de fiction en 2010     | Andy Mikita       | L'Assaut (2/2)         | Nomination |
| 2011  | Exceptionnelle contribution canadienne à un film de science fiction ou à la télévision en 2010 | Joseph Mallozzi   | —                      | Nomination |

## Emmy Awards
Stargate Universe a été nommé dans trois fois aux Emmy Award dans la catégorie "Meilleurs effets visuels pour une série", mais Les Experts et Boardwalk Empire ont devancé la série respectivemment en 2010 et 2011.
| Année | Catégorie                               | Nominee | Épisode         | Résultat   |
| ----- | --------------------------------------- | --- | --------------- | ---------- |
| 2010  | Meilleurs effets visuels pour une série | Mark Savela, Michael Lowes, Vivian Jim, Kodie MacKenzie, Andrew Karr, Alec McClymont, Brenda Campbell, Craig VandenBiggelaa                        | Air             | Nomination |
| 2010  | Meilleurs effets visuels pour une série | Mark Savela, Jamie Yukio Kawano, Krista McLean, Luke Vallee, Jason Gross, Steve Garrad, Chris Deroiche, Robert Bourgeault                          | Premier Contact | Nomination |
| 2011  | Meilleurs effets visuels pour une série | Mark Savela, Krista McLean, Craig VandenBiggelaar, Adam de Bosch Kemper, Erica Henderson, Michael Lowes, Wes Sargent, Luke Vallee, Kodie MacKenzie | Miroir          | Nomination |

## Gemini Awards
Stargate Universe a été nommé pour neuf Gemini Awards en 2010.
| Année | Catégorie                                                    | Nominee | Épisode                | Résultat   |
| ----- | ------------------------------------------------------------ | --- | ---------------------- | ---------- |
| 2010  | Meilleure série dramatique                                   | – | –                      | Nomination |
| 2010  | Meilleure performance pour un acteur dans un rôle principal  | Robert Carlyle | Regrets éternels       | Lauréat    |
| 2010  | Meilleure performance pour un acteur dans un rôle principal  | Louis Ferreira | Soupçons               | Nomination |
| 2010  | Meilleure réalisation dans une série dramatique              | Andy Mikita | Air (1/3)              | Nomination |
| 2010  | Meilleure photographie dans un programme ou série dramatique | Jim Menard | Ombre et Lumière (2/2) | Nomination |
| 2010  | Meilleur montage dans un programme ou série dramatique       | Rick Martin | Regrets éternels       | Nomination |
| 2010  | Meilleur son dans une série dramatique                       | Kelly Cole, Jay Cheetham, Kirby Jinnah, Bill Mellow, Patrick Ramsay, Steve Smith, Joe Watts, Matt Wilson                                                   | Air (1/3)              | Nomination |
| 2010  | Meilleurs effets spéciaux                                    | Mark Savela, Brenda Campbell, Shannon Gurney, Vivian Jim, Andrew Karr, Michael Lowes, Kodie MacKenzie, Krista McLean, Alec MClymont, Craig Vandenbiggelaar | Air (1/3)              | Nomination |
| 2010  | Meilleure musique originale pour un programme ou série       | Joel Goldsmith | Ombre et Lumière (2/2) | Nomination |

## Leo Awards
Stargate Universe a été nommé pour 18 Leo Awards.
| Année | Catégorie                                                                      | Nominee                                                                            | Épisode                      | Résultat   |
| ----- | ------------------------------------------------------------------------------ | ---------------------------------------------------------------------------------- | ---------------------------- | ---------- |
| 2010  | Meilleure série dramatique                                                     | Stargate Universe                                                                  | —                            | Lauréat    |
| 2010  | Meilleure réalisation dans une série dramatique                                | Robert C. Cooper                                                                   | Regrets éternels             | Nomination |
| 2010  | Meilleure réalisation dans une série dramatique                                | Peter Deluise                                                                      | Ombre et Lumière (2/2)       | Nomination |
| 2010  | Meilleur scénario dans une série dramatique                                    | Brad Wright                                                                        | Ombre et Lumière (2/2)       | Lauréat    |
| 2010  | Meilleure photographie dans une série dramatique                               | Jim Menard                                                                         | Ombre et Lumière (2/2)       | Nomination |
| 2010  | Meilleure photographie dans une série dramatique                               | Michael Blundell                                                                   | Regrets éternels             | Lauréat    |
| 2010  | Meilleur montage dans une série dramatique                                     | Brad Rines                                                                         | La Somme de toutes les peurs | Nomination |
| 2010  | Meilleur montage dans une série dramatique                                     | Mike Banas                                                                         | Air                          | Nomination |
| 2010  | Meilleur montage dans une série dramatique                                     | Rick Martin                                                                        | Regrets éternels             | Lauréat    |
| 2010  | Meilleurs décors dans une série dramatique                                     | James C. D. Robbins                                                                | Air                          | Nomination |
| 2010  | Meilleurs effets spéciaux dans une série dramatique                            | Mark Savela, Jason Gross, Steve Garrad, James Kawano, Viv Jim                      | "Space"                      | Nomination |
| 2010  | Meilleurs effets spéciaux dans une série dramatique                            | Mark Savela, Shannon Gurney, Brenda Campbell, Craig Vandenbiggelaar, Krista McLean | Air                          | Lauréat    |
| 2010  | Meilleurs cascadeurs dans une série dramatique                                 | James Bamford                                                                      | Air                          | Nomination |
| 2010  | Meilleure performance masculine dans un rôle secondaire d'une série dramatique | Patrick Gilmore                                                                    | La Somme de toutes les peurs | Nomination |
| 2010  | Meilleure performance féminine dans un rôle secondaire d'une série dramatique  | Jennifer Spence                                                                    | "Un nouvel espoir"           | Nomination |
| 2010  | Meilleure performance féminine dans un rôle secondaire d'une série dramatique  | Julia Benson                                                                       | La Somme de toutes les peurs | Lauréat    |
| 2011  | Meilleure performance féminine dans un rôle secondaire d'une série dramatique  | Jennifer Spence                                                                    | Sans pitié                   | Nomination |
| 2012  | Meilleur maquillage dans série dramatique                                      | Rebecca Lee, April Boyes, Ceilidh Dunn                                             | Novus                        | Lauréat    |

## Visual Effects Society Awards
Stargate Universe a été nommé deux années de suite dans la catégorie meilleurs effets spéciaux aux VES Award.
| Année | Catégorie                                          | Nominee                                                                | Épisode | Résultat   |
| ----- | -------------------------------------------------- | ---------------------------------------------------------------------- | ------- | ---------- |
| 2010  | Meilleurs effets spéciaux dans une série télévisée | Shannon Gurney, Andrew Karr, Mark Savela, Craig Van Den Biggelaar      | Air     | Nomination |
| 2011  | Meilleurs effets spéciaux dans une série télévisée | Mark Savela, James Rorick, Craig Vandenbiggelaar, Adam de Bosch Kemper | –       | Nomination |